# Niederliegende Lappenblume
Die Niederliegende Lappenblume oder das Niederliegende Krummkümmelhorn (Hypecoum procumbens) ist eine Pflanzenart aus der Gattung der Lappenblumen (Hypecoum) innerhalb der Familie der Mohngewächse (Papaveraceae).

## Beschreibung

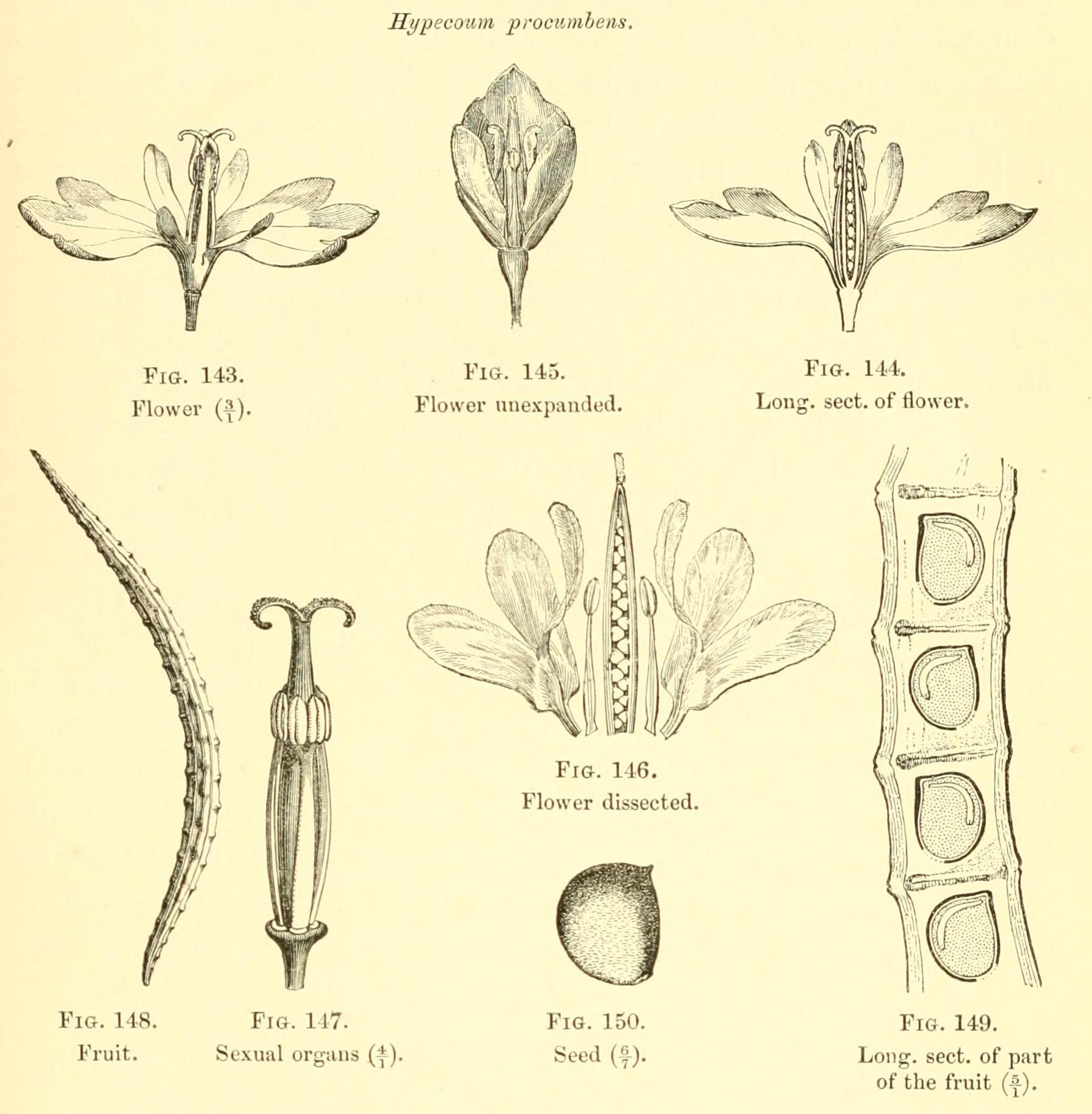
Illustration aus Baillon 1871

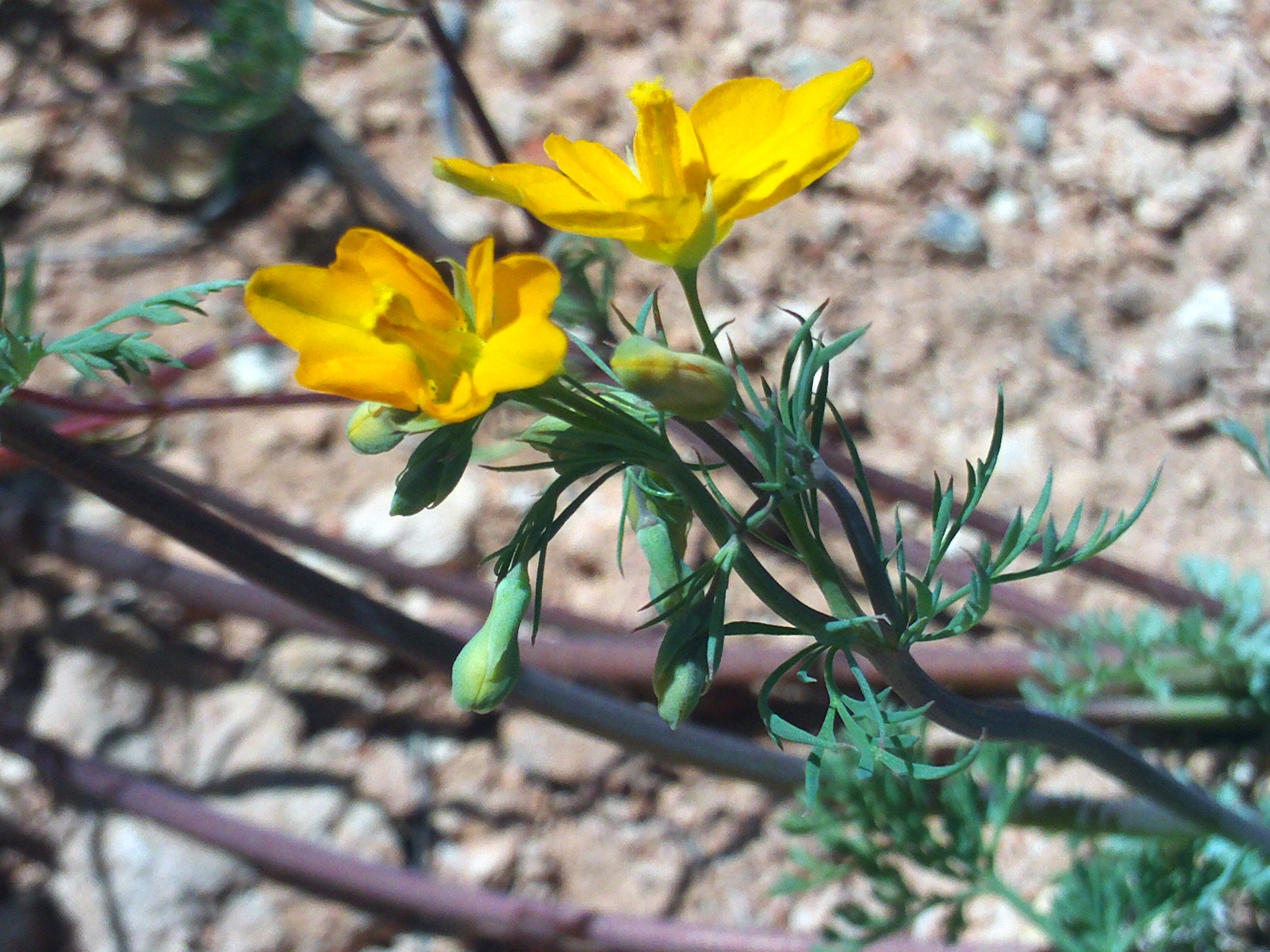
Blütenstand

### Vegetative Merkmale
Die Niederliegende Lappenblume ist eine einjährige krautige Pflanze, die Wuchshöhen von 5 bis 40 Zentimetern erreicht. Sie wächst mit aufrechten oder ausgebreiteten liegenden Stängeln. Die oberirdischen Pflanzenteile sind grün oder graugrün, kahl und enthalten wässrigen Milchsaft.
Die Laubblätter sind zwei- bis dreifach fiederschnittig mit schmalen linealischen, spitzen Abschnitten. Sie sind ganzrandig oder selten mit einem oder zwei Zähnen an der Seite.

### Generative Merkmale
Die Blütezeit ist März bis Juli. Es werden mehrblütige Blütenstände gebildet. Die zwittrige und gestielte Blüte ist radiärsymmetrisch mit doppelter Blütenhülle. Es sind nur zwei kurze, meist abfallende Kelchblätter vorhanden. Die vier ungleichen, hell- bis goldgelben  Kronblätter sind 4 bis 12 Millimeter lang und dreilappig. Die seitlichen Lappen der zwei größeren äußeren Kronblätter sind kürzer als der mittlere Lappen. Die zwei kleineren inneren, meist geteilten Petalen besitzen einen fransigen, spatelförmigen Mittellappen (Pollenpresenter, sekundäre Pollenpräsentation). Es sind vier relativ kurze und freie Staubblätter ausgebildet. Der längliche und einkammerige Fruchtknoten ist oberständig mit einer zweilappigen Narbe.
Die aufrechte, längliche und spitze, hornförmige, mehrsamige Kapselfrucht ist meist gebogen, mit Septen gegliedert sowie 3 bis 7 Zentimeter lang. Die dunkelbraunen und abgeflachten, rauen, feingrubigen, matten, vierkantigen bis halbmondförmigen Samen sind bis 2 Millimeter groß.
Die Chromosomenzahl beträgt für die Unterarten Hypecoum procumbens subsp. procumbens und Hypecoum procumbens subsp. atropunctatum jeweils 2n = 16.

## Vorkommen
Die Niederliegende Lappenblume ist vom Mittelmeerraum bis zum nördlichen Irak über Ägypten bis zur Arabischen Halbinsel verbreitet. Auf den Kanarischen Inseln ist sie ausgestorben. Sie gedeiht auf Brachland, auf Kulturland, oft auf Sand und in Küstennähe.

## Systematik
Die Erstveröffentlichung von Hypecoum procumbens erfolgte 1753 durch Carl von Linné in Species Plantarum, Tomus I, S. 124. Ein Homonym ist Hypecoum procumbens S.G.Gmel., das in Samuel Gottlieb Gmelin: Reise durch Russland, 2, 1774, S. 197 veröffentlicht wurde. Synonyme für Hypecoum procumbens L. sind: Hypecoum nodosum Lam., Hypecoum gracile Benth., Hypecoum ponticum Velen., Hypecoum pendulum subsp. ponticum (Velen.) Stoj., Stef. & Kitan.
Je nach Autor gibt es seit 1989 etwa drei Unterarten:
- Hypecoum procumbens subsp. atropunctatum Å.E.Dahl: Sie wurde 1989 erstbeschrieben und kommt auf Kreta sowie Inseln der östlichen Ägäis und in der Türkei vor.[1]
- Hypecoum procumbens subsp. fragrantissimum Å.E.Dahl: Sie wurde 1989 aus Griechenland von den Kykladen erstbeschrieben.[1]
- Hypecoum procumbens L. subsp. procumbens: Sie ist vom Mittelmeerraum bis Westasien verbreitet.[1]